# Homotoma unifasciata
Homotoma unifasciata är en insektsart som beskrevs av Yu 1956. Homotoma unifasciata ingår i släktet Homotoma och familjen Homotomidae. Inga underarter finns listade i Catalogue of Life.